# Macromitrium rimbachii
Macromitrium rimbachii är en bladmossart som beskrevs av Theodor Carl Karl Julius Herzog 1952. Macromitrium rimbachii ingår i släktet Macromitrium och familjen Orthotrichaceae. Inga underarter finns listade i Catalogue of Life.